# Acemya oestriformis
Acemya oestriformis là một loài ruồi trong họ Tachinidae.